# Протестантска еванђеоска црква „Заједница Рома“ у Лесковцу
Протестантска еванђеоска црква „Заједница Рома“ у Лесковцу је верска заједница која се налази у Лесковцу. Протестантски покрет у Србији се јавио под утицајем америчких и западноевропских цркава крајем 19. века, а у 
Лесковцу прва Еванђеоска црква се формирала 1953. године. У оквиру цркве функционишу духовни центар „Светло“ где су верници већином Срби и „Заједница Рома“ где су верници већином Роми. 
Храм се налази у улици Максима Горког у Лесковцу.

## Црква
Црква је зидана у облику крста. Покривена је тешком ћерамидом. На своду је једно велико централно осмоугаоно кубе са прозорима. Црква је спојена са звоником који се налази западно испред богомоље, отворен и везан тремом. У храм се улази на више пространих степеница. У наосу је велики поијелеј, копија дечанског поијелеја, који је по предању направљен од косовског оружја. Фреске је радио сликар и уметник, пореклом Рус.